# Aguessac
Aguessac [aɡsak] est une commune française, située dans le département de l'Aveyron, en région Occitanie.

## Géographie

### Localisation et communes limitrophes
La commune d'Aguessac se trouve au sud-est  du département de l'Aveyron, dans la petite région agricole des Grands Causses. Elle se situe à 59 km par la route de Rodez, préfecture du département, et à 7 km de Millau, sous-préfecture. La commune fait en outre partie du bassin de vie de Millau.
Les communes les plus proches sont, : 
Compeyre (0,6 km), Paulhe (0,6 km), La Cresse (3,4 km), Rivière-sur-Tarn (4,4 km), Verrières (5,9 km), Millau (6,8 km), Creissels (8,2 km), Mostuéjouls (8,5 km), Peyreleau (9,5 km).
|        | Verrières | Compeyre |
|        | Aguessac  |          |
| Millau |           | Paulhe   |

### Paysages et relief

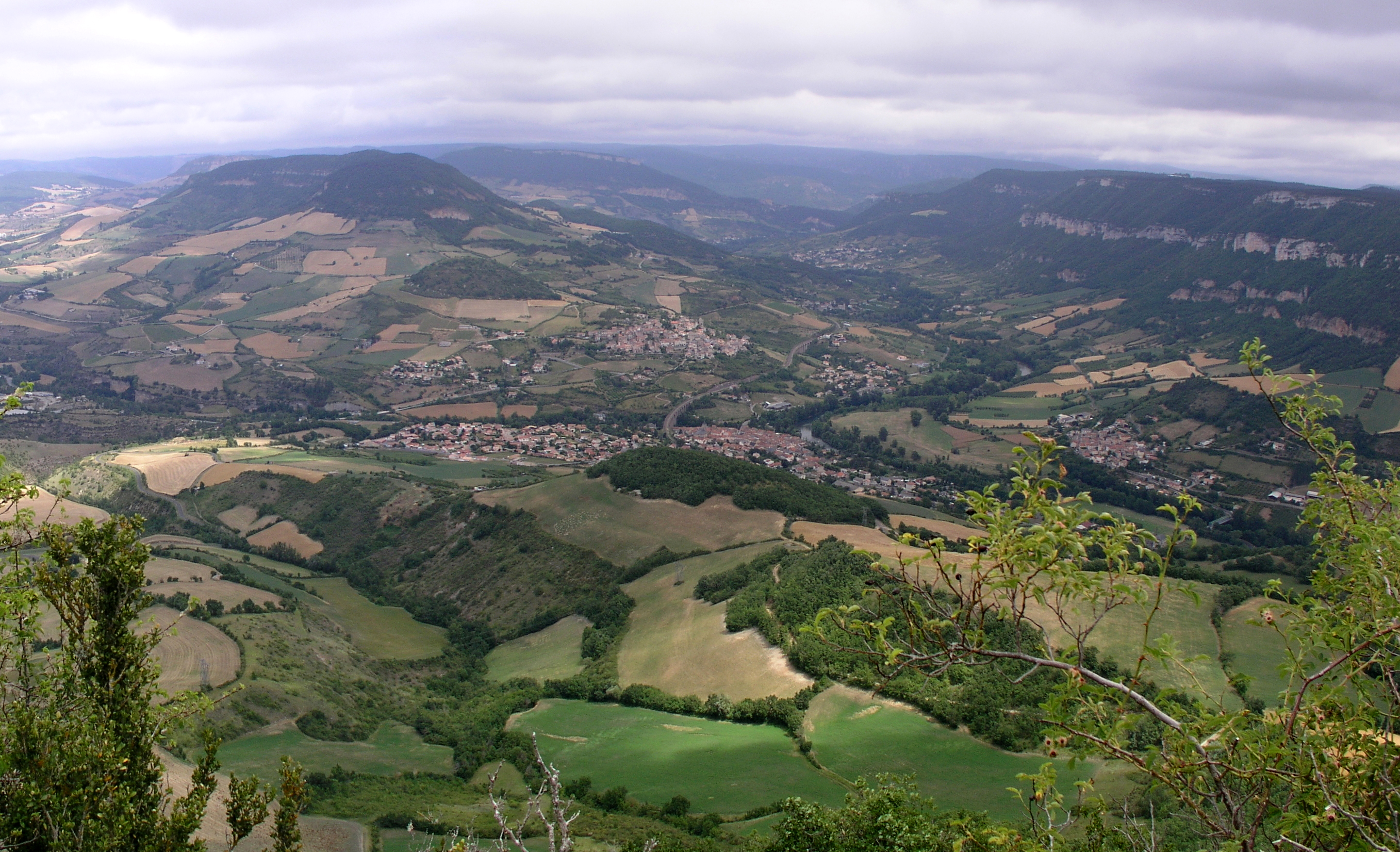
Vue générale du bourg d'Aguessac au second plan avec, en arrière-plan, les bourgs de Compeyre au centre et de Paulhe sur la droite.

Dans la moitié orientale du département de l'Aveyron et faisant partie de l'aire d'attraction de Millau, la commune d'Aguessac s'étend sur 17,64 km2. Inclus dans le parc naturel régional des Grands Causses, son territoire sur le causse Rouge marque l'entrée dans la partie sud du Massif central. Il est bordé à l'est par le Tarn et son affluent le Lumansonesque, et arrosé par plusieurs de leurs affluents.
L'altitude minimale, 367 mètres, se trouve localisée à l'extrême sud-est, près du lieu-dit la Manne, là où le Tarn quitte la commune et entre sur celle de Millau. L'altitude maximale avec 869 mètres est située dans le sud, sur les pentes nord-est du Puech d'Andan, en limite de Millau.
À l'intersection des routes départementales (RD) 809 et 907, le bourg d'Aguessac est situé, en distances orthodromiques, sept kilomètres au nord-nord-est de Millau et quarante-huit kilomètres au sud-est de la préfecture Rodez.
La commune possède au nord-ouest un accès à l'autoroute A75 par l'échangeur no 44.1, et est également desservie par les RD 29, 168 et 506. Au niveau ferroviaire, la commune est traversée par la ligne de Béziers à Neussargues, notamment au niveau du viaduc ferroviaire d’Aguessac traversant le nord du bourg. La gare du village, fermée depuis de nombreuses années, serait en projet de rénovation pour une possible réouverture.

### Hydrographie

#### Réseau hydrographique

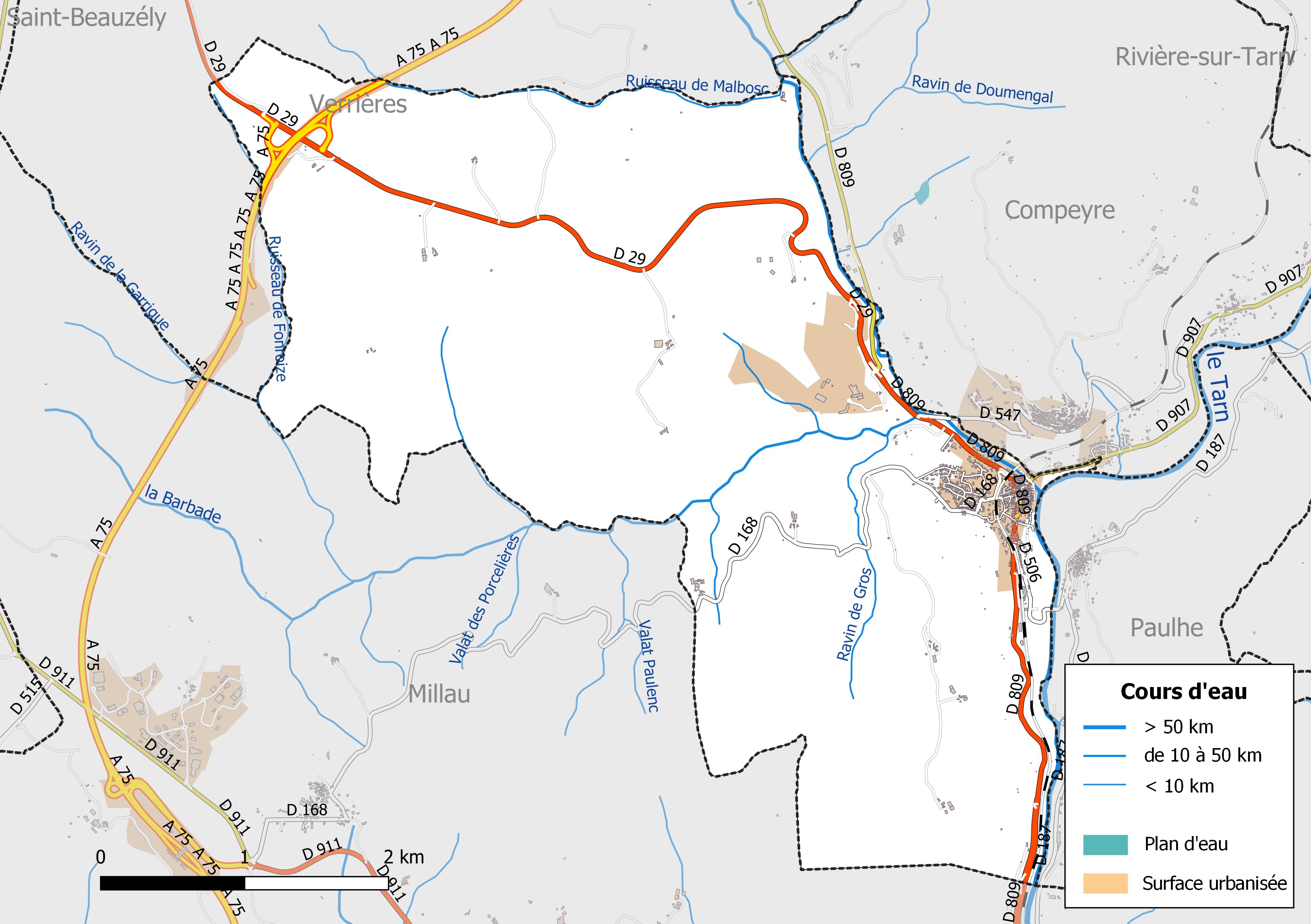
Réseaux hydrographique et routier d'Aguessac.

La commune est drainée par le Tarn, le Lumansonesque, la Barbade, le ravin de Gros, le ravin des Aldiguies, le ruisseau de Fonroize, le ruisseau de Malbosc, le ruisseau de Veyrac et par divers petits cours d'eau.
Le Tarn, d'une longueur totale de 380,2 km, prend sa source dans la commune de Pont de Montvert - Sud Mont Lozère (48) et se jette  dans la Garonne à Saint-Nicolas-de-la-Grave (82), après avoir arrosé 99 communes. Il borde la commune à l'est sur plus de trois kilomètres, la séparant de celle de Paulhe.
Le Lumansonesque, d'une longueur totale de 16,5 km, prend sa source dans la commune de Verrières et se jette  dans le Tarn à Aguessac, après avoir arrosé 5 communes. Il borde la commune à l'est sur plus environ trois kilomètres, la séparant de celle de Compeyre.

#### Gestion des cours d'eau

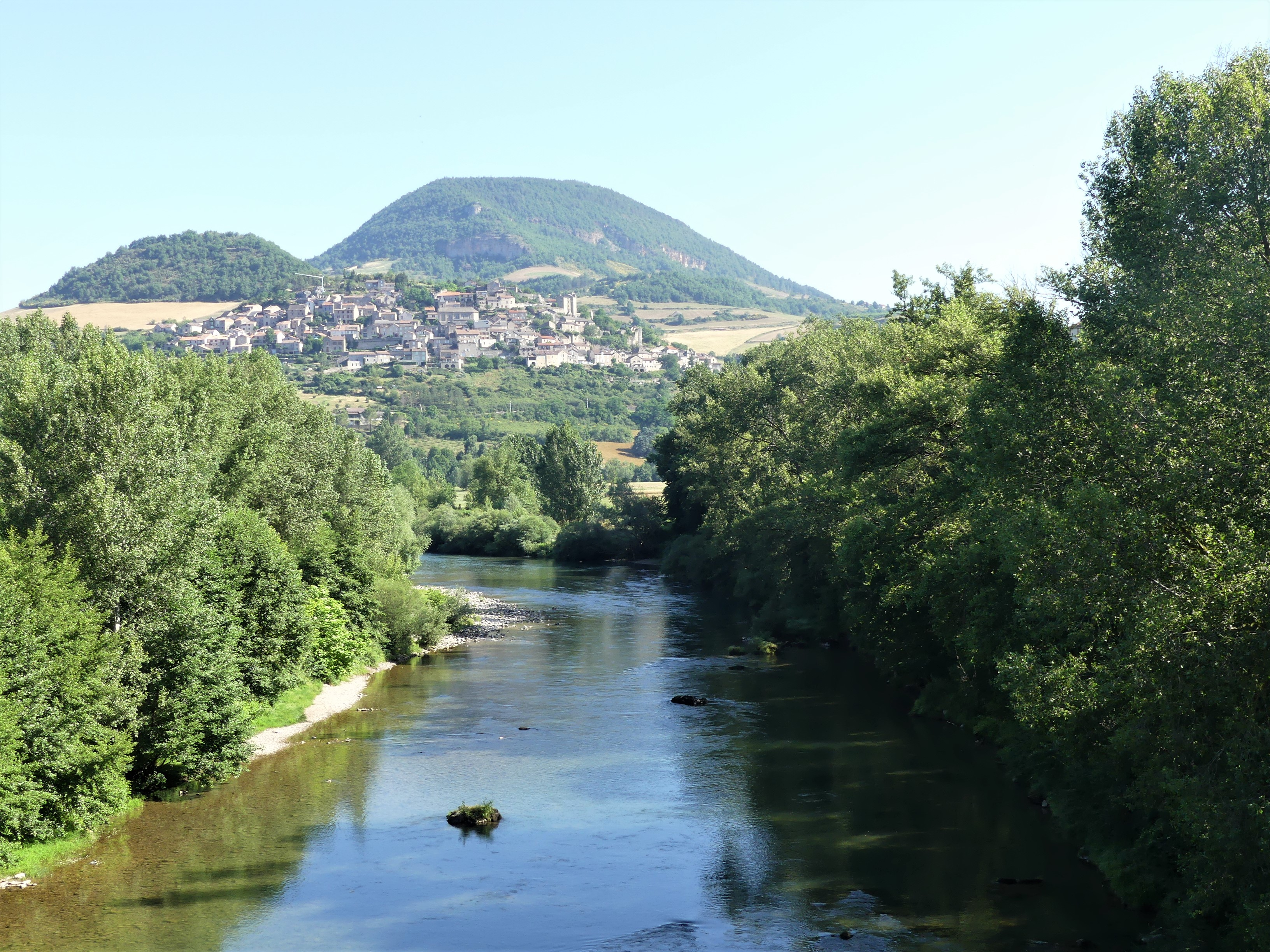
Le Tarn au pont de la RD 506, en limite d'Aguessac à gauche et de Paulhe sur la rive opposée.

Afin d’atteindre le bon état des eaux imposé par la Directive-cadre sur l'eau du 23 octobre 2000, plusieurs outils de gestion intégrée s’articulent à différentes échelles pour définir et mettre en œuvre un programme d’actions de réhabilitation et de gestion des milieux aquatiques : le SDAGE (Schéma directeur d'aménagement et de gestion des eaux), à l’échelle du bassin hydrographique, et le SAGE (Schéma d'aménagement et de gestion des eaux), à l’échelle locale. Ce dernier fixe les objectifs généraux d’utilisation, de mise en valeur et de protection quantitative et qualitative des ressources en eau superficielle et souterraine. Trois SAGE sont mis en oeuvre dans le département de l'Aveyron.
La commune fait partie du SAGE Tarn amont, approuvé le 15 décembre 2015, au sein du SDAGE Adour-Garonne. Le territoire de ce SAGE concerne une partie des bassins du Tarn de l’Aveyron et de l’Agout. Il couvre 69 communes, sur trois départements (Aveyron, Gard et Lozère) et deux régions, pour une superficie de 2 700 km2,. Le pilotage et l’animation du SAGE et du contrat de rivière du Tarn-amont associé sont assurés par le Syndicat mixte du bassin versant du Tarn-amont (SMBVTAM), qualifié de « structure porteuse ». Cet organisme a été créé le 1er avril 2018 et est constitué de neuf communautés de communes.

### Climat
Pour des articles plus généraux, voir Climat de l'Occitanie et Climat de l'Aveyron.
En 2010, le climat de la commune est de type climat des marges montargnardes, selon une étude s'appuyant sur une série de données couvrant la période 1971-2000. En 2020, Météo-France publie une typologie des climats de la France métropolitaine dans laquelle la commune est exposée à un climat de montagne et est dans la région climatique Sud-est du Massif Central, caractérisée par une pluviométrie annuelle de 1 000 à 1 500 mm, minimale en été, maximale en automne.
Pour la période 1971-2000, la température annuelle moyenne est de 12,3 °C, avec une amplitude thermique annuelle de 16,3 °C. Le cumul annuel moyen de précipitations est de 1 089 mm, avec 10,2 jours de précipitations en janvier et 4,8 jours en juillet. Pour la période 1991-2020, la température moyenne annuelle observée sur la station météorologique la plus proche, située sur la commune de Millau à 7 km à vol d'oiseau, est de 11,2 °C et le cumul annuel moyen de précipitations est de 713,2 mm,. Pour l'avenir, les paramètres climatiques de la commune estimés pour 2050 selon différents scénarios d'émission de gaz à effet de serre sont consultables sur un site dédié publié par Météo-France en novembre 2022.

### Milieux naturels et biodiversité

#### Espaces protégés
La protection réglementaire est le mode d’intervention le plus fort pour préserver des espaces naturels remarquables et leur biodiversité associée.
Dans ce cadre, la commune fait partie d'un espace protégé, le Parc naturel régional des Grands Causses, créé en 1995 et d'une superficie de 327 937 ha pour près de 100 communes de l'Aveyron. Ce territoire rural habité, reconnu au niveau national pour sa forte valeur patrimoniale et paysagère, s’organise autour d’un projet concerté de développement durable, fondé sur la protection et la valorisation de son patrimoine,.

#### Sites Natura 2000

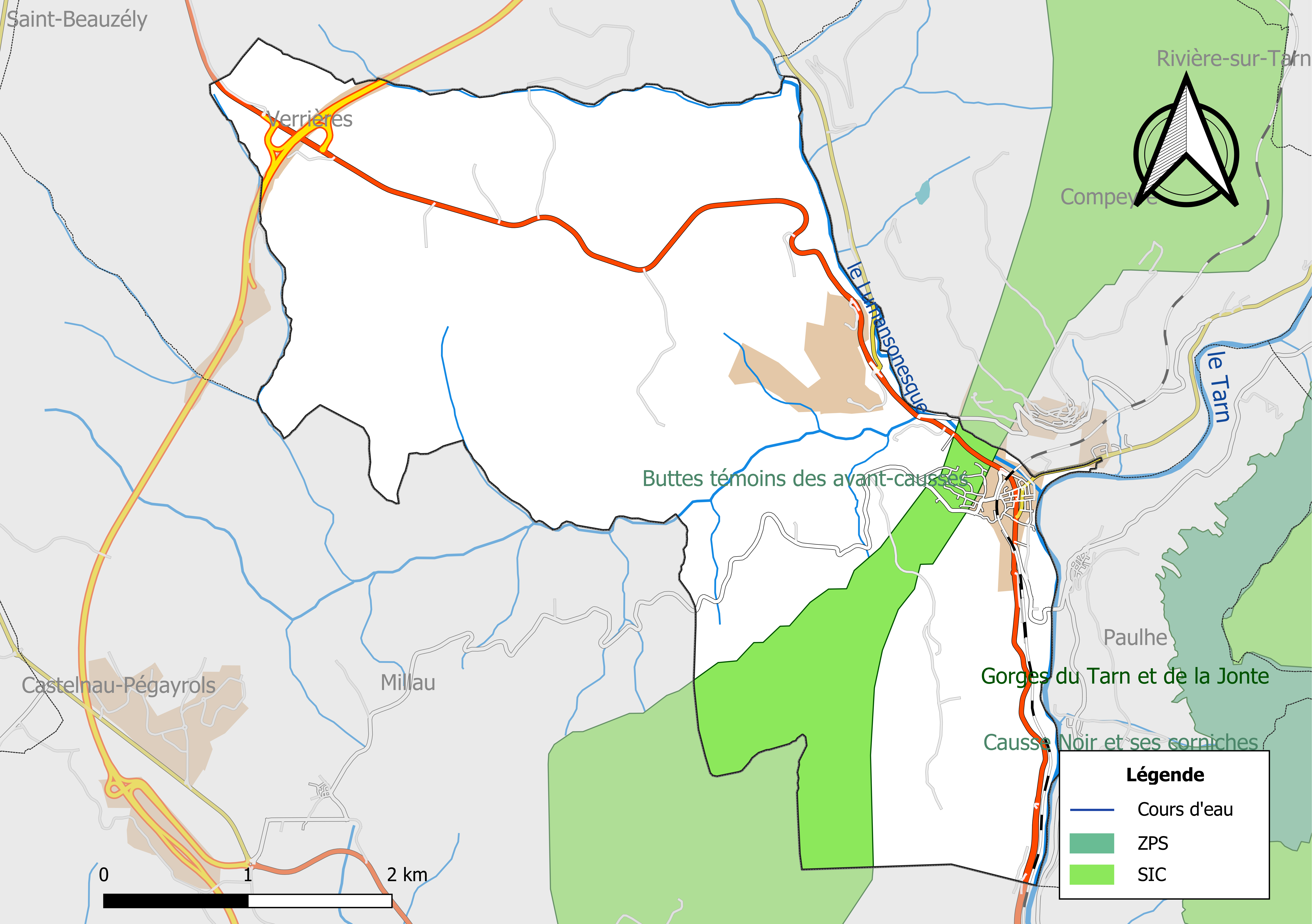
Sites Natura 2000 sur le territoire communal.

Le réseau Natura 2000 est un réseau écologique européen de sites naturels d’intérêt écologique élaboré à partir des Directives « Habitats » et « Oiseaux ». Ce réseau est constitué de Zones spéciales de sonservation (ZSC) et de Zones de protection spéciale (ZPS). Dans les zones de ce réseau, les États Membres s'engagent à maintenir dans un état de conservation favorable les types d'habitats et d'espèces concernés, par le biais de mesures réglementaires, administratives ou contractuelles.
Un site Natura 2000 a été défini sur la commune au titre de la « directive Habitats ».
Les « Buttes témoins des avant-causses », d'une superficie de 2 325 ha sur six communes de l'Aveyron, sont constituées de buttes-témoins calcaires avec parois et corniches, recouvertes de pelouses-landes et de taillis de chênes pubescents.

#### Zones naturelles d'intérêt écologique, faunistique et floristique
L’inventaire des zones naturelles d'intérêt écologique, faunistique et floristique (ZNIEFF) a pour objectif de réaliser une couverture des zones les plus intéressantes sur le plan écologique, essentiellement dans la perspective d’améliorer la connaissance du patrimoine naturel national et de fournir aux différents décideurs un outil d’aide à la prise en compte de l’environnement dans l’aménagement du territoire.
Le territoire communal d'Aguessac comprend trois ZNIEFF de type 1,, : 
- le « puech d'Andan », partagé entre Aguessac et Millau (370,10 ha)[28];
- la « rivière Tarn (partie Aveyron) » (2 381 ha pour 41 communes du département)[29];
- la « vallée supérieure et gorges du Tarn » (1 938 ha pour 7 communes de l'Aveyron et 1 de la Lozère)[30].

et une ZNIEFF de type 2, :
la « vallée du Tarn, amont » (36 322 ha), qui s'étend sur 57 communes dont 31 dans l'Aveyron, 25 dans le Tarn et 1 dans la Lozère.

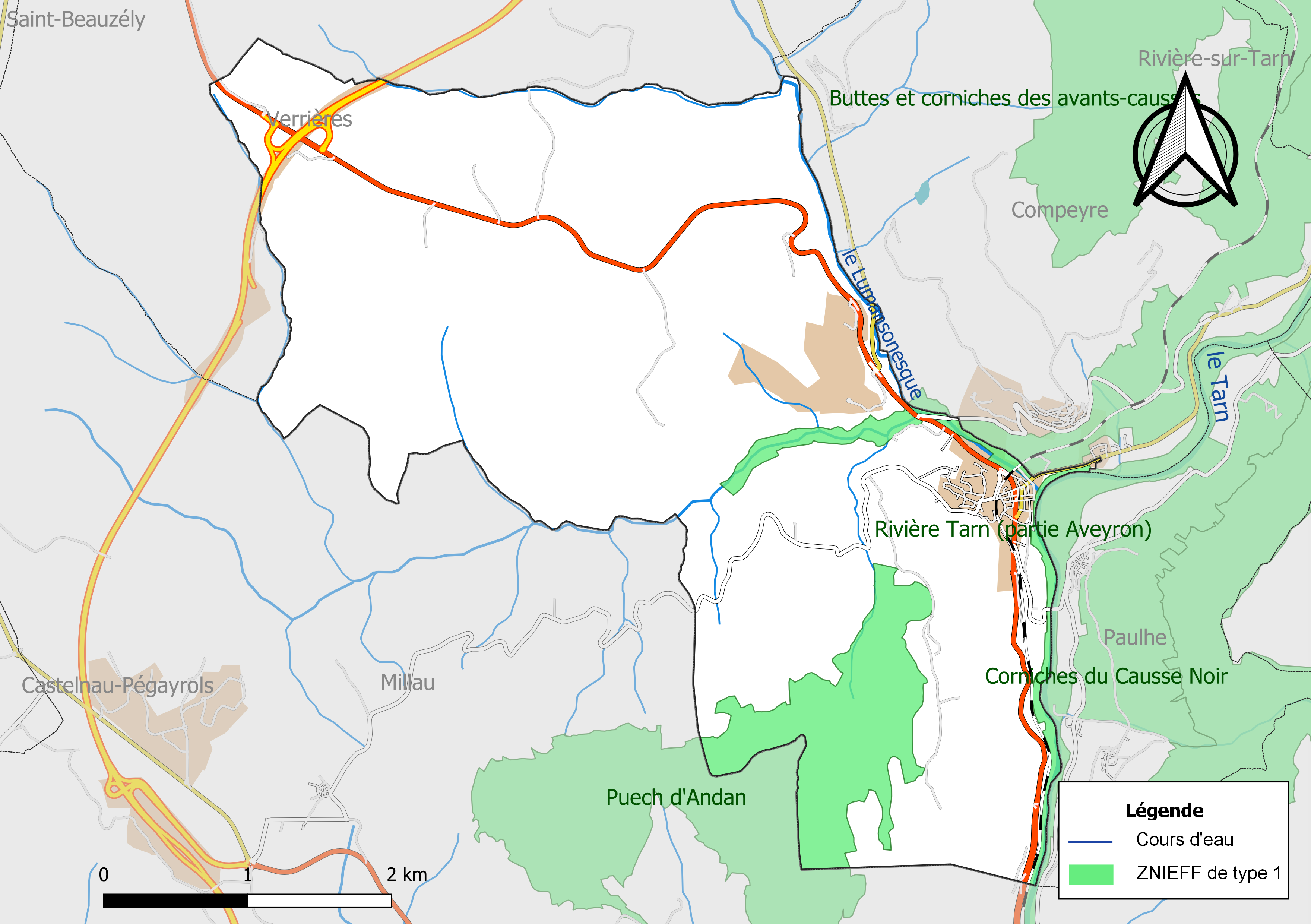
Carte des ZNIEFF de type 1 de la commune.
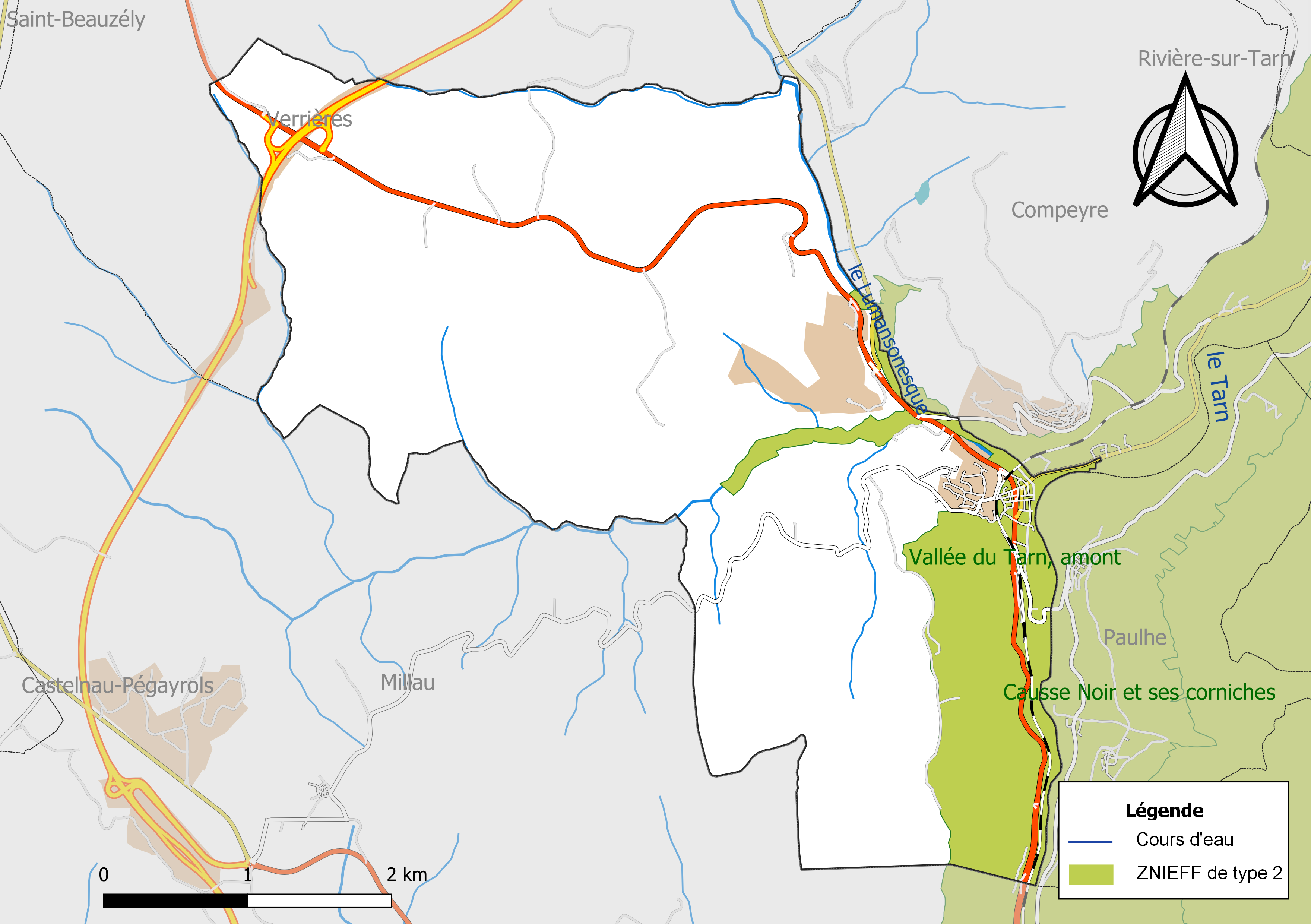
Carte de la ZNIEFF de type 2 de la commune.

## Urbanisme

### Typologie
Au 1er janvier 2024, Aguessac est catégorisée bourg rural, selon la nouvelle grille communale de densité à 7 niveaux définie par l'Insee en 2022.
Elle est située hors unité urbaine. Par ailleurs la commune fait partie de l'aire d'attraction de Millau, dont elle est une commune de la couronne,. Cette aire, qui regroupe 23 communes, est catégorisée dans les aires de moins de 50 000 habitants,.

### Occupation des sols

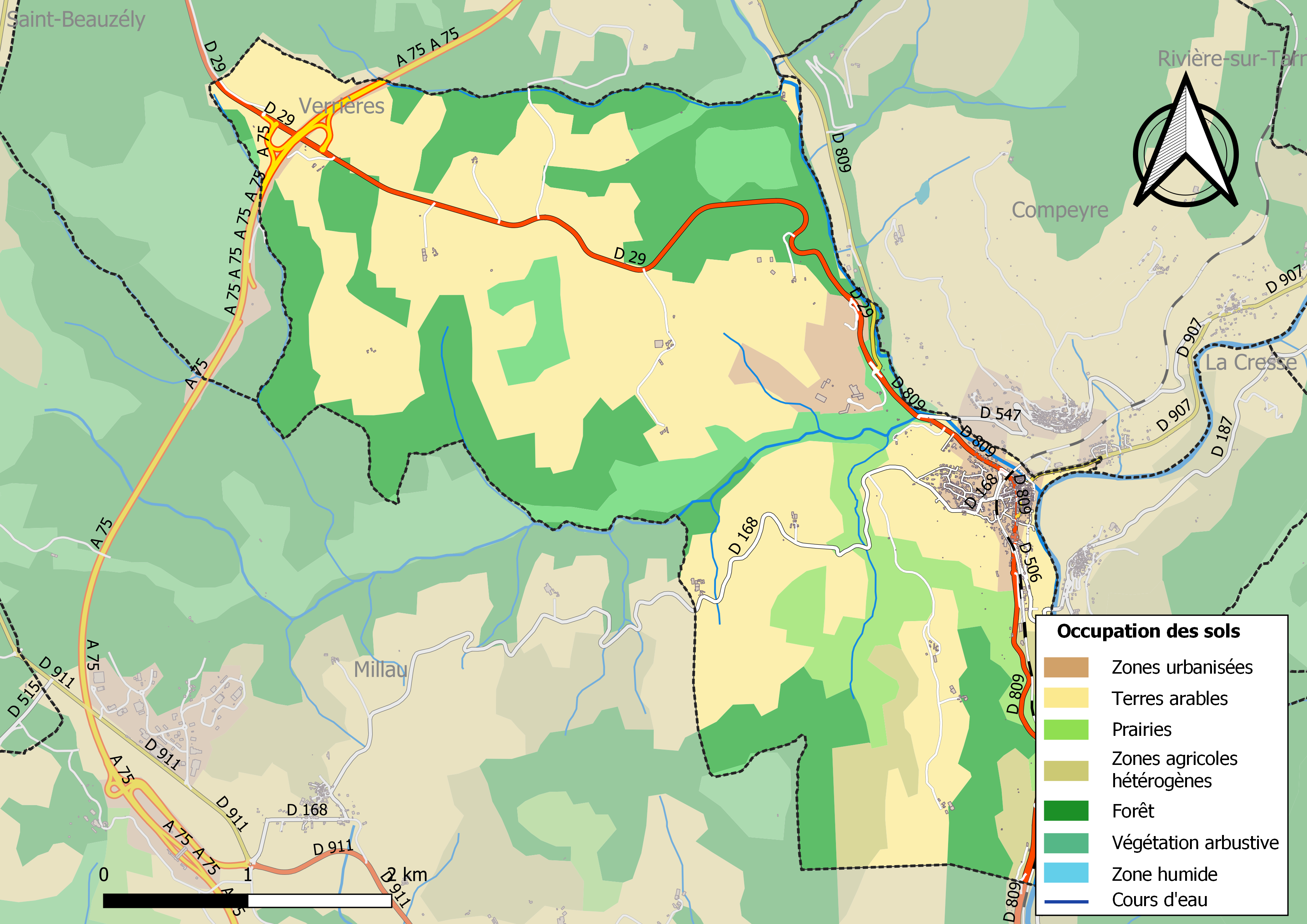
Infrastructures et occupation des sols de la commune d'Aguessac.

L'occupation des sols de la commune, telle qu'elle ressort de la base de données européenne d’occupation biophysique des sols Corine Land Cover (CLC), est marquée par l'importance des territoires agricoles (57,9 % en 2018), en augmentation par rapport à 1990 (50,3 %). La répartition détaillée en 2018 est la suivante : 
terres arables (46 %), forêts (28,1 %), prairies (7,3 %), milieux à végétation arbustive et/ou herbacée (6 %), zones agricoles hétérogènes (4,7 %), zones urbanisées (3,2 %), mines, décharges et chantiers (2,6 %), espaces ouverts, sans ou avec peu de végétation (1,6 %), zones industrielles ou commerciales et réseaux de communication (0,7 %).

### Planification
La loi SRU du 13 décembre 2000 a incité fortement les communes à se regrouper au sein d’un établissement public, pour déterminer les partis d’aménagement de l’espace au sein d’un SCoT, un document essentiel d’orientation stratégique des politiques publiques à une grande échelle. La commune est dans le territoire du SCoT du Parc naturel régional des Grands Causses, approuvé le 7 juillet 2017 par le comité syndical et mis à l’enquête publique en décembre 2019. La structure porteuse est le Pôle d'équilibre territorial et rural du PNR des Grands Causses, qui associe huit communautés de communes, notamment la communauté de communes de Millau Grands Causses, dont la commune est membre.
En matière de planification, la commune disposait en 2017 d'un plan d'occupation des sols approuvé et un plan local d'urbanisme était en révision. Le zonage réglementaire et le règlement associé peuvent être consultés sur le Géoportail de l'urbanisme.

### Risques majeurs
Le territoire de la commune d'Aguessac est vulnérable à différents aléas naturels : inondations, climatiques (hiver exceptionnel ou canicule), feux de forêts et séisme (sismicité faible).
Il est également exposé à un risque technologique, le transport de matières dangereuses, et à un risque particulier, le risque radon,.

#### Risques naturels

Zones inondables de la commune d'Aguessac.

Certaines parties du territoire communal sont susceptibles d’être affectées par le risque d’inondation par débordement du Tarn et du Lumansonesque. Les dernières grandes crues historiques, ayant touché plusieurs parties du département, remontent aux 3 et 4 décembre 2003 (dans les bassins du Lot, de l'Aveyron, du Viaur et du Tarn) et au 28 novembre 2014 (bassins de la Sorgues et du Dourdou). Ce risque est pris en compte dans l'aménagement du territoire de la commune par le biais du Plan de prévention du risque inondation (PPRI) Tarn amont 2, approuvé le 26 janvier 2011.
Le Plan départemental de protection des forêts contre les incendies découpe le département de l’Aveyron en sept « bassins de risque » et définit une sensibilité des communes à l’aléa feux de forêt (de faible à très forte). La commune est classée en sensibilité forte.
Les mouvements de terrains susceptibles de se produire sur la commune sont soit des mouvements liés au retrait-gonflement des argiles, soit des effondrements liés à des cavités souterraines. Le phénomène de retrait-gonflement des argiles est la conséquence d'un changement d'humidité des sols argileux. Les argiles sont capables de fixer l'eau disponible mais aussi de la perdre en se rétractant en cas de sécheresse. Ce phénomène peut provoquer des dégâts très importants sur les constructions (fissures, déformations des ouvertures) pouvant rendre inhabitables certains locaux. La carte de zonage de cet aléa peut être consultée sur le site de l'observatoire national des risques naturels Géorisques. Une autre carte permet de prendre connaissance des cavités souterraines localisées sur la commune.

#### Risques technologiques
Le risque de transport de matières dangereuses sur la commune est lié à sa traversée par une route à fort trafic et une ligne de chemin de fer. Un accident se produisant sur de telles infrastructures est en effet susceptible d’avoir des effets graves au bâti ou aux personnes jusqu’à 350 mètres autour, selon la nature du matériau transporté. Des dispositions d’urbanisme peuvent être préconisées en conséquence.

#### Risque particulier
Dans plusieurs parties du territoire national, le radon, accumulé dans certains logements ou autres locaux, peut constituer une source significative d’exposition de la population aux rayonnements ionisants. Toutes les communes du département sont concernées par le risque radon à un niveau plus ou moins élevé. La commune d'Aguessac est classée à risque faible.

## Toponymie
Le nom de la commune provient du nom d'un personnage d'origine latine, Acatiacum, suivi du suffixe -acum, indiquant le « domaine d'Acatiacum ».

## Politique et administration

### Découpage territorial
La commune d'Aguessac est membre de la communauté de communes de Millau Grands Causses, un établissement public de coopération intercommunale (EPCI) à fiscalité propre créé le 27 décembre 1999 dont le siège est à Millau. Ce dernier est par ailleurs membre d'autres groupements intercommunaux.
Sur le plan administratif, elle est rattachée à l'arrondissement de Millau, au département de l'Aveyron et à la région Occitanie. Sur le plan électoral, elle dépend du  canton de Millau-2 pour l'élection des conseillers départementaux, depuis le redécoupage cantonal de 2014 entré en vigueur en 2015, et de la troisième circonscription de l'Aveyron  pour les élections législatives, depuis le dernier découpage électoral de 2010.

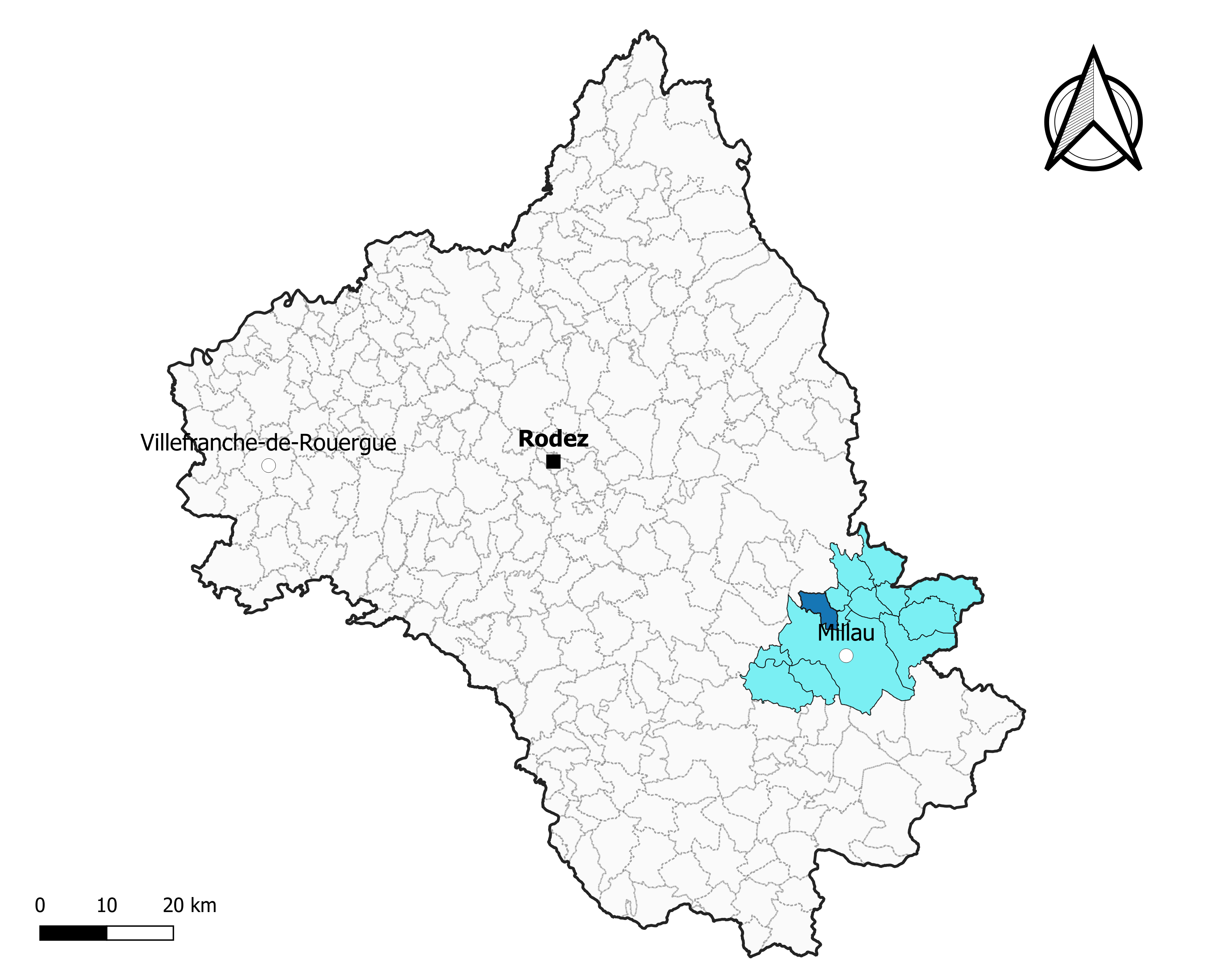
Aguessac dans l'intercommunalité en 2020.
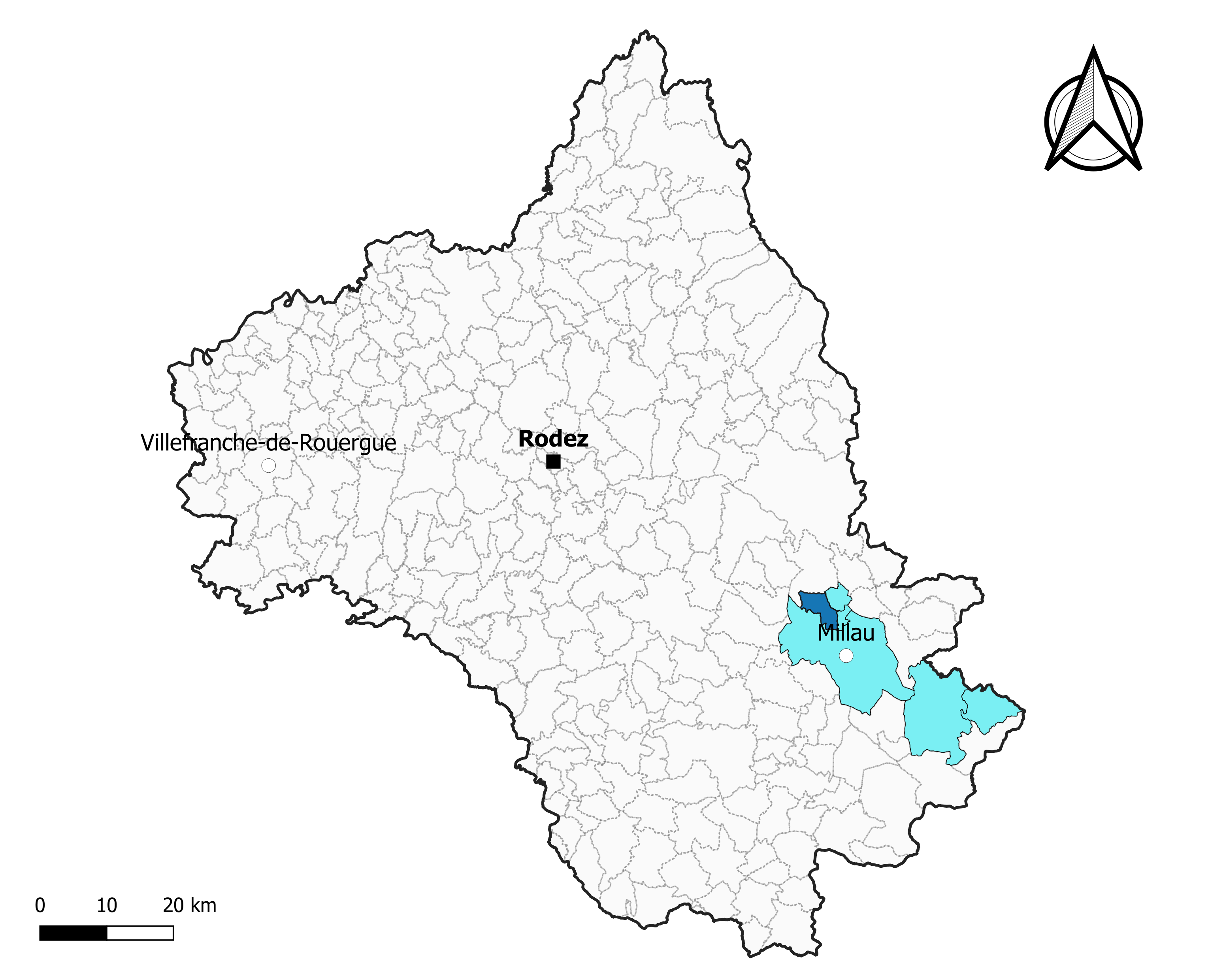
Aguessac dans le canton de Millau-2 en 2020.
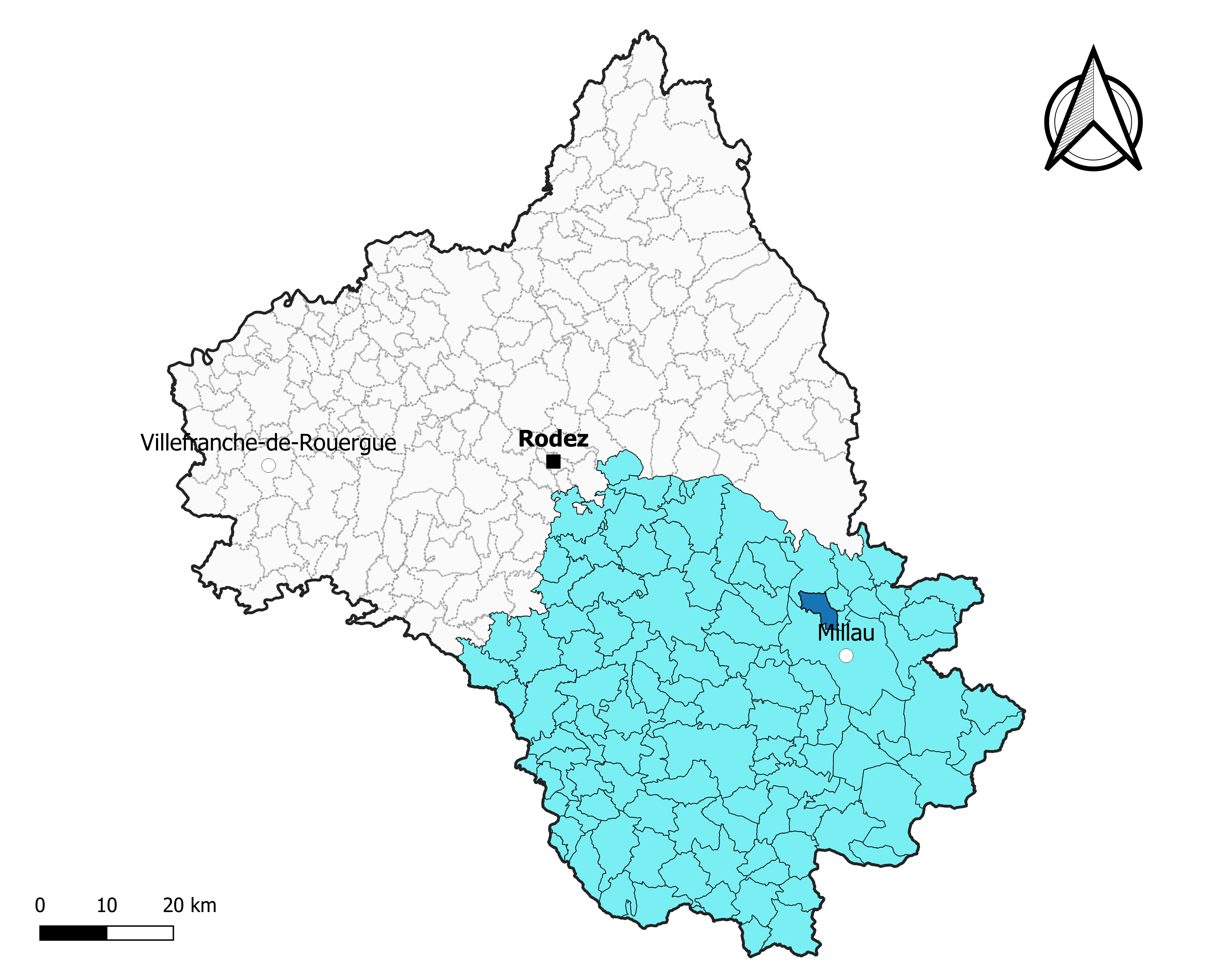
Aguessac dans l'arrondissement de Millau en 2020.

### Élections municipales et communautaires

#### Élections de 2020
Le conseil municipal d'Aguessac, commune de moins de 1 000 habitants, est élu au scrutin majoritaire plurinominal à deux tours avec candidatures isolées ou groupées et possibilité de panachage. Compte tenu de la population communale, le nombre de sièges à pourvoir lors des élections municipales de 2020 est de 15. La totalité des quinze candidats en lice est élue dès le premier tour, le 15 mars 2020, avec un taux de participation de 53,35 %.
Anne Pailhas est élue nouvelle maire de la commune le 23 mai 2020.
Dans les communes de moins de 1 000 habitants, les conseillers communautaires sont désignés parmi les conseillers municipaux élus en suivant l’ordre du tableau (maire, adjoints puis conseillers municipaux) et dans la limite du nombre de sièges attribués à la commune au sein du conseil communautaire. Deux sièges sont attribués à la commune au sein de la communauté de communes de Millau Grands Causses.

#### Liste des maires

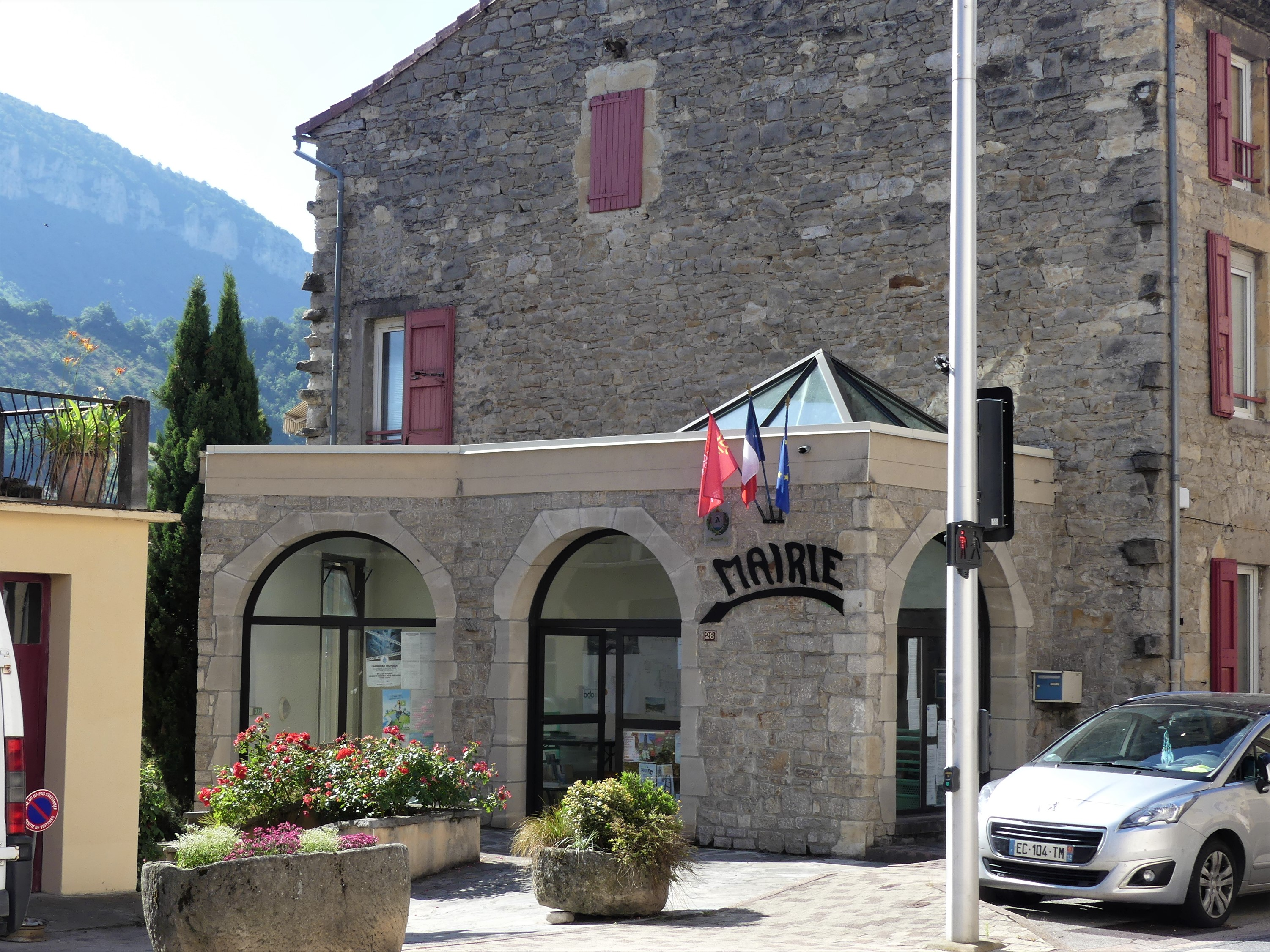
La mairie en 2019.

| Période                                  | Période  | Identité          | Étiquette | Qualité                                      |
| ---------------------------------------- | -------- | ----------------- | --------- | -------------------------------------------- |
| Les données manquantes sont à compléter. |          |                   |           |                                              |
|                                          |          |                   |           |                                              |
| avant 1995                               | ?        | Louis Valès       |           |                                              |
|                                          |          |                   |           |                                              |
| 2001                                     | 2008     | Jacques Commayras |           |                                              |
| 2008                                     | mai 2020 | Aimé Héral        | SE        | Retraité                                     |
| mai 2020                                 | En cours | Anne Pailhas      | DVD       | Conseillère départementale depuis avril 2023 |

## Population et société

### Démographie

#### Évolution démographique
L'évolution du nombre d'habitants est connue à travers les recensements de la population effectués dans la commune depuis 1793. Pour les communes de moins de 10 000 habitants, une enquête de recensement portant sur toute la population est réalisée tous les cinq ans, les populations de référence des années intermédiaires étant quant à elles estimées par interpolation ou extrapolation. Pour la commune, le premier recensement exhaustif entrant dans le cadre du nouveau dispositif a été réalisé en 2006.

En 2022, la commune comptait 924 habitants, en évolution de +6,57 % par rapport à 2016 (Aveyron : +0,37 %, France hors Mayotte : +2,11 %).
| 1793 | 1800 | 1831 | 1836 | 1841 | 1846 | 1851 | 1856 | 1861 |
| ---- | ---- | ---- | ---- | ---- | ---- | ---- | ---- | ---- |
| 575  | 629  | 748  | 771  | 763  | 773  | 760  | 747  | 789  |

| 1866 | 1872 | 1876  | 1881 | 1886 | 1891 | 1896 | 1901 | 1906 |
| ---- | ---- | ----- | ---- | ---- | ---- | ---- | ---- | ---- |
| 822  | 753  | 1 165 | 786  | 775  | 709  | 644  | 668  | 686  |

| 1911 | 1921 | 1926 | 1931 | 1936 | 1946 | 1954 | 1962 | 1968 |
| ---- | ---- | ---- | ---- | ---- | ---- | ---- | ---- | ---- |
| 631  | 597  | 579  | 645  | 608  | 596  | 712  | 731  | 709  |

| 1975 | 1982 | 1990 | 1999 | 2006 | 2011 | 2016 | 2021 | 2022 |
| ---- | ---- | ---- | ---- | ---- | ---- | ---- | ---- | ---- |
| 714  | 615  | 811  | 833  | 832  | 872  | 867  | 906  | 924  |

#### Pyramide des âges
La population de la commune est relativement jeune.
En 2018, le taux de personnes d'un âge inférieur à 30 ans s'élève à 32,3 %, soit au-dessus de la moyenne départementale (28,8 %). À l'inverse, le taux de personnes d'âge supérieur à 60 ans est de 22,4 % la même année, alors qu'il est de 34,3 % au niveau départemental.
En 2018, la commune comptait 463 hommes pour 405 femmes, soit un taux de 53,34 % d'hommes, largement supérieur au taux départemental (49,33 %).
Les pyramides des âges de la commune et du département s'établissent comme suit.
| Hommes | Classe d’âge | Femmes |
| ------ | ------------ | ------ |
| 0,7    | 90 ou +      | 1,0    |
| 6,6    | 75-89 ans    | 8,6    |
| 14,5   | 60-74 ans    | 13,4   |
| 24,1   | 45-59 ans    | 27,6   |
| 18,5   | 30-44 ans    | 20,8   |
| 13,8   | 15-29 ans    | 12,3   |
| 21,8   | 0-14 ans     | 16,2   |

| Hommes | Classe d’âge | Femmes |
| ------ | ------------ | ------ |
| 1,3    | 90 ou +      | 3      |
| 10,3   | 75-89 ans    | 13,5   |
| 21,3   | 60-74 ans    | 21,3   |
| 20,8   | 45-59 ans    | 20,1   |
| 16,4   | 30-44 ans    | 15,7   |
| 14,8   | 15-29 ans    | 12,2   |
| 15,3   | 0-14 ans     | 14,3   |

## Économie

### Revenus
En 2018  (données Insee publiées en septembre 2021), la commune compte 387 ménages fiscaux, regroupant 933 personnes. La médiane du revenu disponible par unité de consommation est de 21 030 € (20 640 € dans le département).

### Emploi
| Division       | 2008  | 2013  | 2018  |
| -------------- | ----- | ----- | ----- |
| Commune        | 7,3 % | 6,9 % | 8,3 % |
| Département    | 5,4 % | 7,1 % | 7,1 % |
| France entière | 8,3 % | 10 %  | 10 %  |

En 2018, la population âgée de 15 à 64 ans s'élève à 560 personnes, parmi lesquelles on compte 78,4 % d'actifs (70,1 % ayant un emploi et 8,3 % de chômeurs) et 21,6 % d'inactifs,. Depuis 2008, le taux de chômage communal (au sens du recensement) des 15-64 ans est supérieur à celui du département, mais inférieur à celui de la France.
La commune fait partie de la couronne de l'aire d'attraction de Millau, du fait qu'au moins 15 % des actifs travaillent dans le pôle,. Elle compte 358 emplois en 2018, contre 373 en 2013 et 402 en 2008. Le nombre d'actifs ayant un emploi résidant dans la commune est de 395, soit un indicateur de concentration d'emploi de 90,7 % et un taux d'activité parmi les 15 ans ou plus de 62,9 %.
Sur ces 395 actifs de 15 ans ou plus ayant un emploi, 100 travaillent dans la commune, soit 25 % des habitants. Pour se rendre au travail, 82,5 % des habitants utilisent un véhicule personnel ou de fonction à quatre roues, 1,5 % les transports en commun, 9,6 % s'y rendent en deux-roues, à vélo ou à pied et 6,4 % n'ont pas besoin de transport (travail au domicile).

### Activités hors agriculture

#### Secteurs d'activités
76 établissements sont implantés  à Aguessac au 31 décembre 2019. Le tableau ci-dessous en détaille le nombre par secteur d'activité et compare les ratios avec ceux du département,.
| Secteur d'activité                                                                                        | Commune | Commune | Département |
| Secteur d'activité                                                                                        | Nombre  | %       | %           |
| --- | ------- | ------- | ----------- |
| Ensemble                                                                                                  | 76      |         |             |
| Industrie manufacturière, industries extractives et autres                                                | 6       | 7,9 %   | (17,7 %)    |
| Construction                                                                                              | 16      | 21,1 %  | (13 %)      |
| Commerce de gros et de détail, transports, hébergement et restauration                                    | 19      | 25 %    | (27,5 %)    |
| Activités financières et d'assurance                                                                      | 1       | 1,3 %   | (3,4 %)     |
| Activités immobilières                                                                                    | 5       | 6,6 %   | (4,2 %)     |
| Activités spécialisées, scientifiques et techniques et activités de services administratifs et de soutien | 6       | 7,9 %   | (12,4 %)    |
| Administration publique, enseignement, santé humaine et action sociale                                    | 15      | 19,7 %  | (12,7 %)    |
| Autres activités de services                                                                              | 8       | 10,5 %  | (7,8 %)     |

Le secteur du commerce de gros et de détail, des transports, de l'hébergement et de la restauration est prépondérant sur la commune puisqu'il représente 25 % du nombre total d'établissements de la commune (19 sur les 76 entreprises implantées  à Aguessac), contre 27,5 % au niveau départemental.

#### Entreprises
Les cinq entreprises ayant leur siège social sur le territoire communal qui génèrent le plus de chiffre d'affaires en 2020 sont : 
- Sevigne, travaux de terrassement spécialisés ou de grande masse (33 318 k€) ;
- Avenir Genie Civil Sevigne-Agcs, travaux de terrassement spécialisés ou de grande masse (4 854 k€) ;
- Victoire, activités des sociétés holding (713 k€) ;
- LG Isotech, travaux de plâtrerie (289 k€) ;
- L'arbre A Tiroirs, travaux de menuiserie bois et PVC (152 k€).

L'économie de cette commune à vocation agricole est caractérisée par une agriculture traditionnelle extensive basée sur l'élevage pour la production de veaux et agneaux destinés à l'engraissement. Douze fermes d'exploitation agricole se trouvent sur cette commune.
Au lieu-dit le Rascalat, une carrière de calcaire est exploitée le long de la route départementale 29.

### Agriculture
|               | 1988 | 2000 | 2010 | 2020 |
| ------------- | ---- | ---- | ---- | ---- |
| Exploitations | 19   | 9    | 9    | 7    |
| SAU (ha)      | 747  | 1042 | 1145 | 999  |

La commune est dans les Grands Causses, une petite région agricole occupant le sud-est du département de l'Aveyron. En 2020, l'orientation technico-économique de l'agriculture  sur la commune est l'élevage d'ovins ou de caprins. Sept exploitations agricoles ayant leur siège dans la commune sont dénombrées lors du recensement agricole de 2020 (19 en 1988). La superficie agricole utilisée est de 999 ha,,.

## Culture locale et patrimoine

### Langue régionale
Situé dans l'ancienne province du Rouergue, la langue traditionnelle du village est le rouergat, un dialecte de l'occitan.

### Lieux et monuments
- L'église de l'Assomption[70].
- Viaduc ferroviaire de la ligne de Béziers à Neussargues, dans le bourg.
- La sculpture du monument aux morts intitulée « Tué à l'attaque » est l'œuvre d'Auguste Verdier (1871-1948).

### Personnalités liées à la commune
- Jean-Pierre Albert Galibert (1819-1896), médecin et inventeur, y est né.
- Marin Ferayrou (1841-1890), pharmacien rendu célèbre dans une affaire criminelle y est né.

## Photothèque

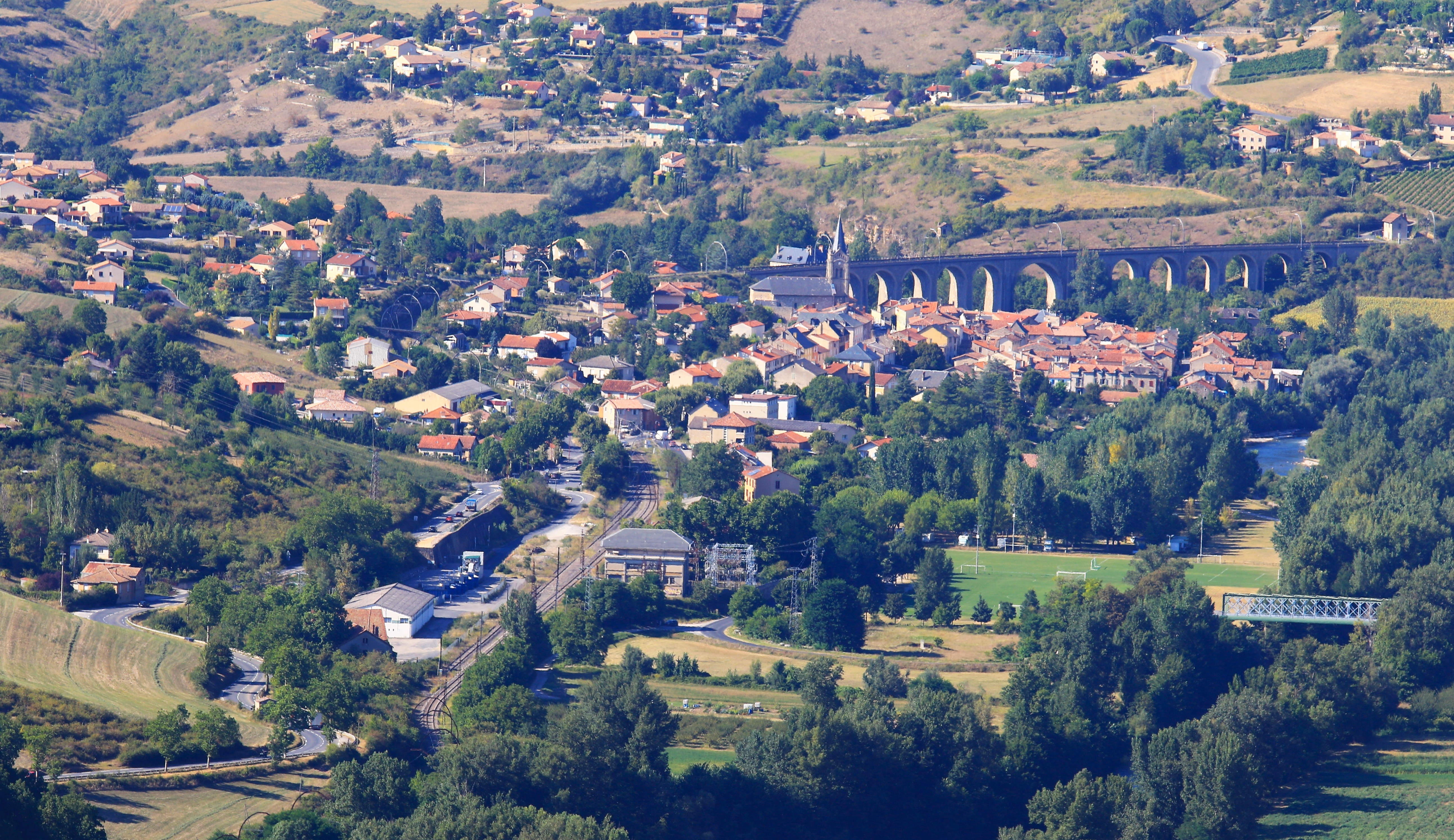
Aguessac, vu depuis le causse Noir.
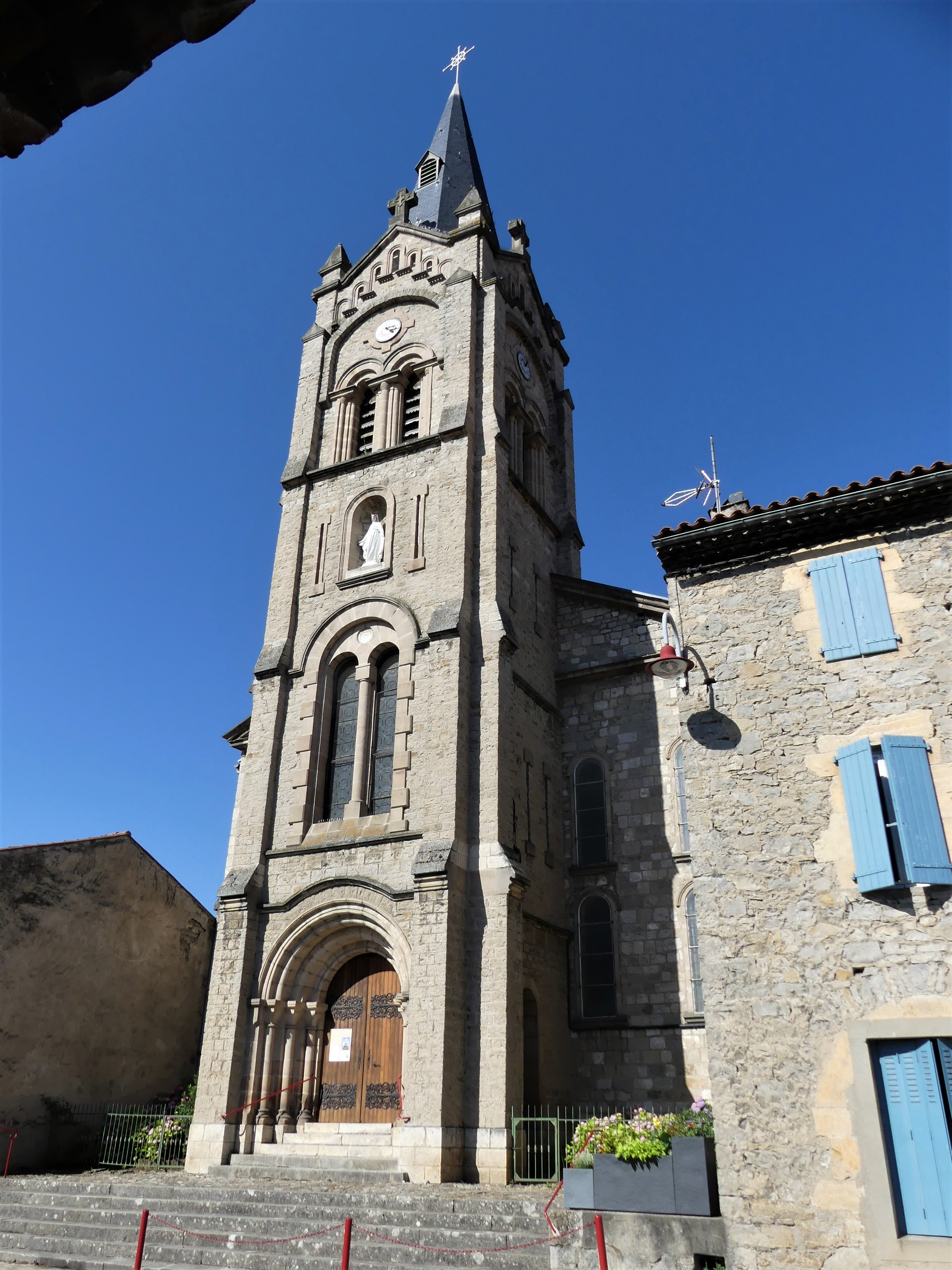
L'église de l'Assomption.
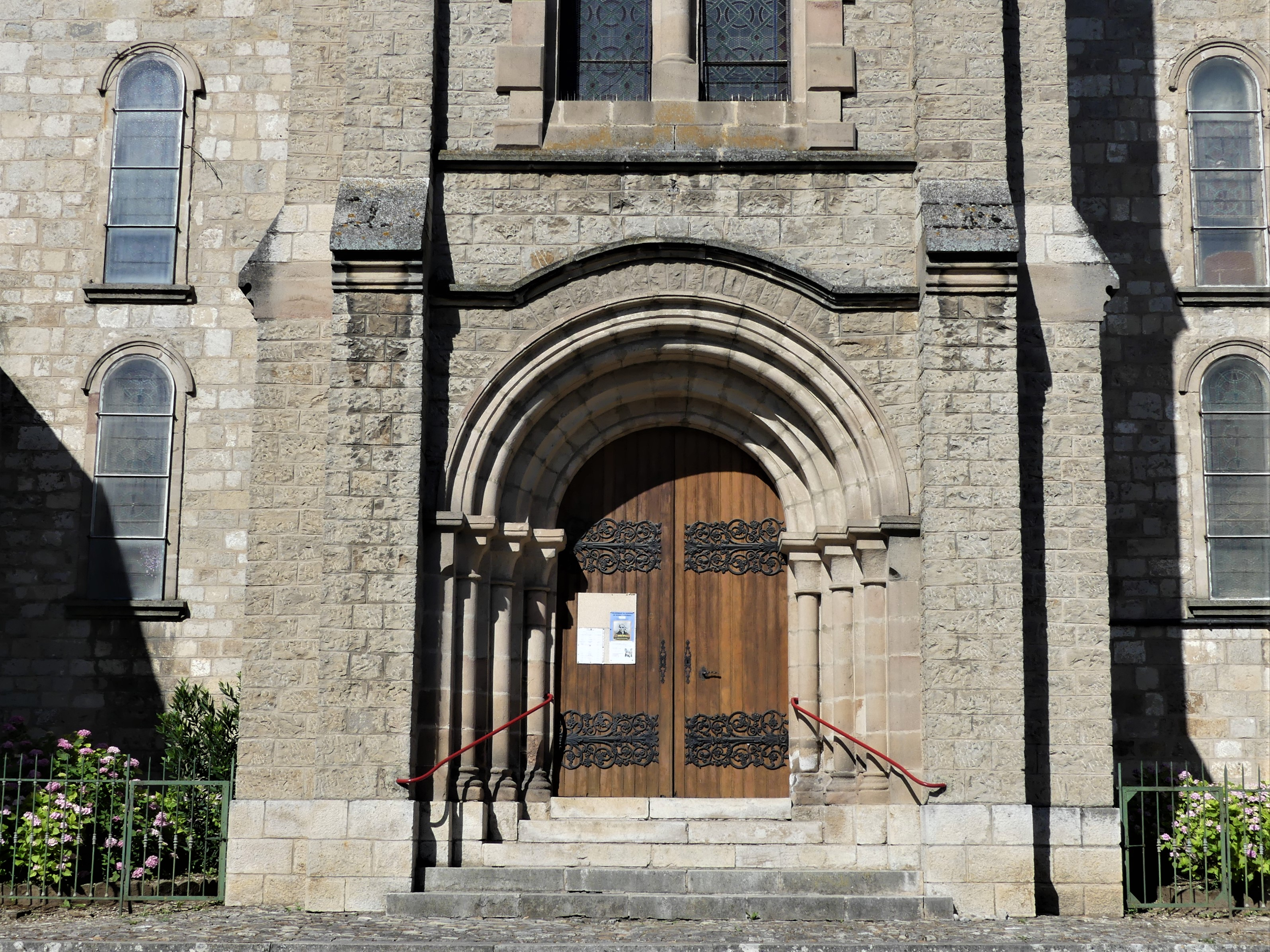
Son portail.
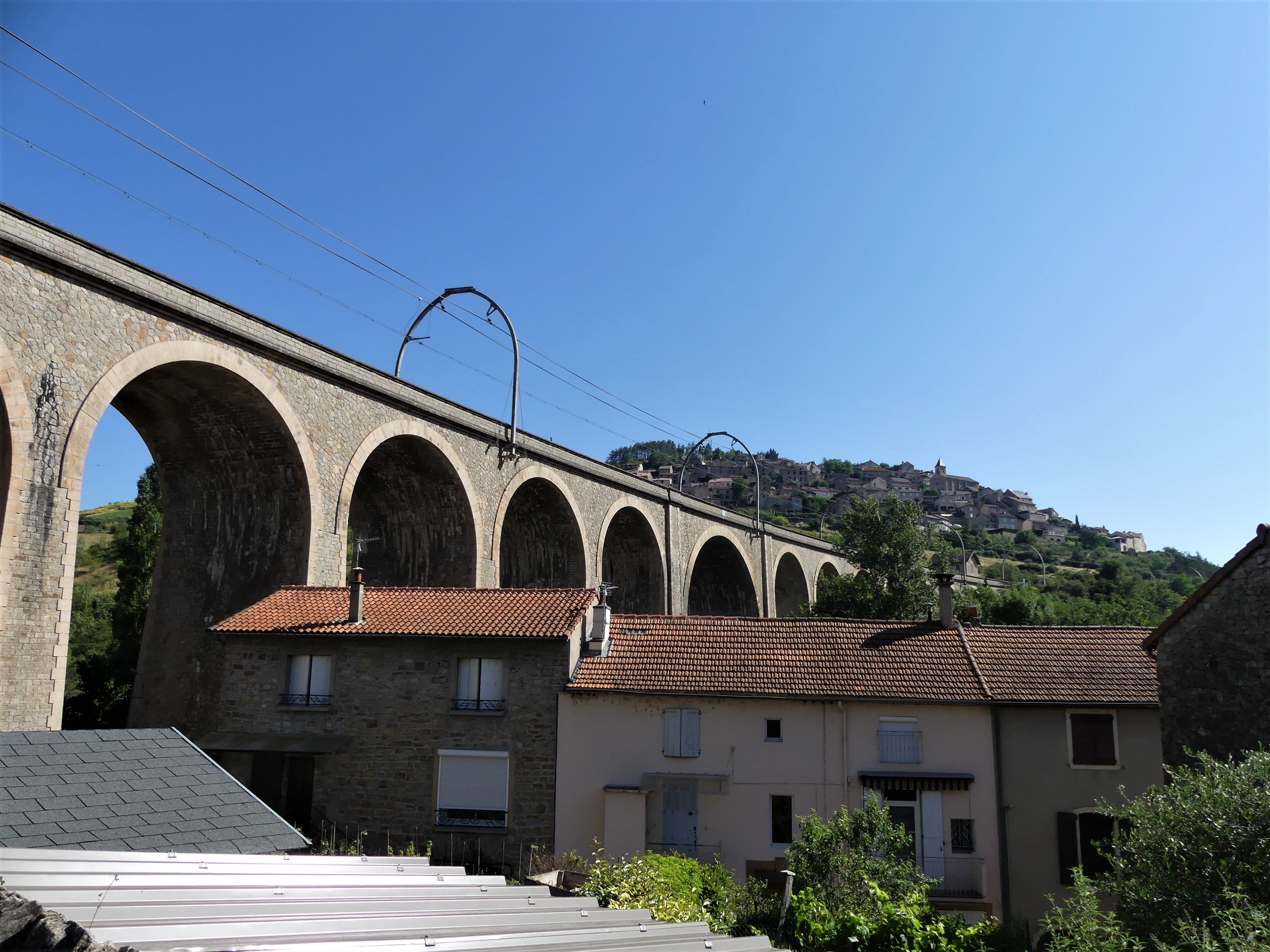
Le viaduc ferroviaire.
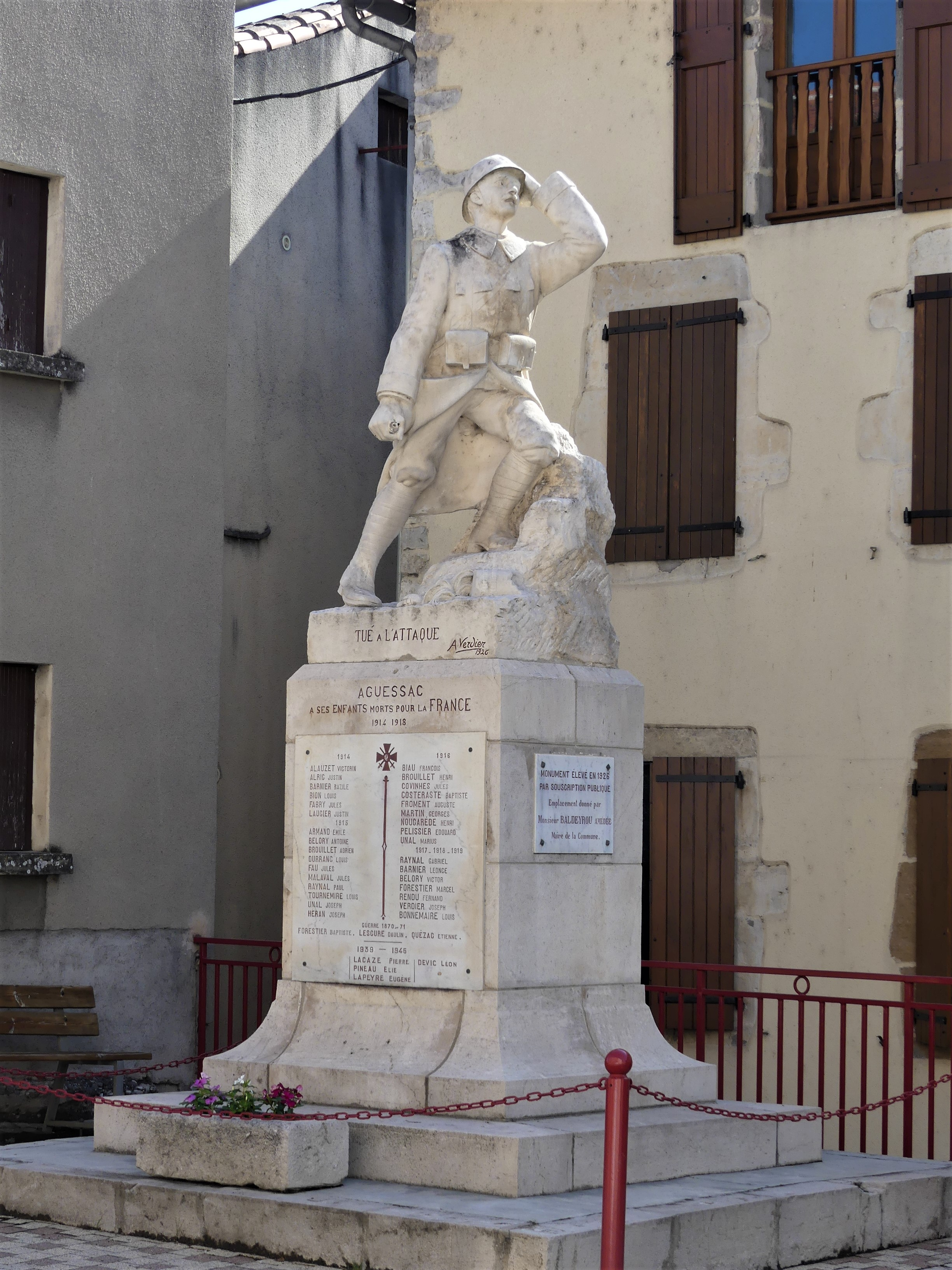
Le monument aux morts.
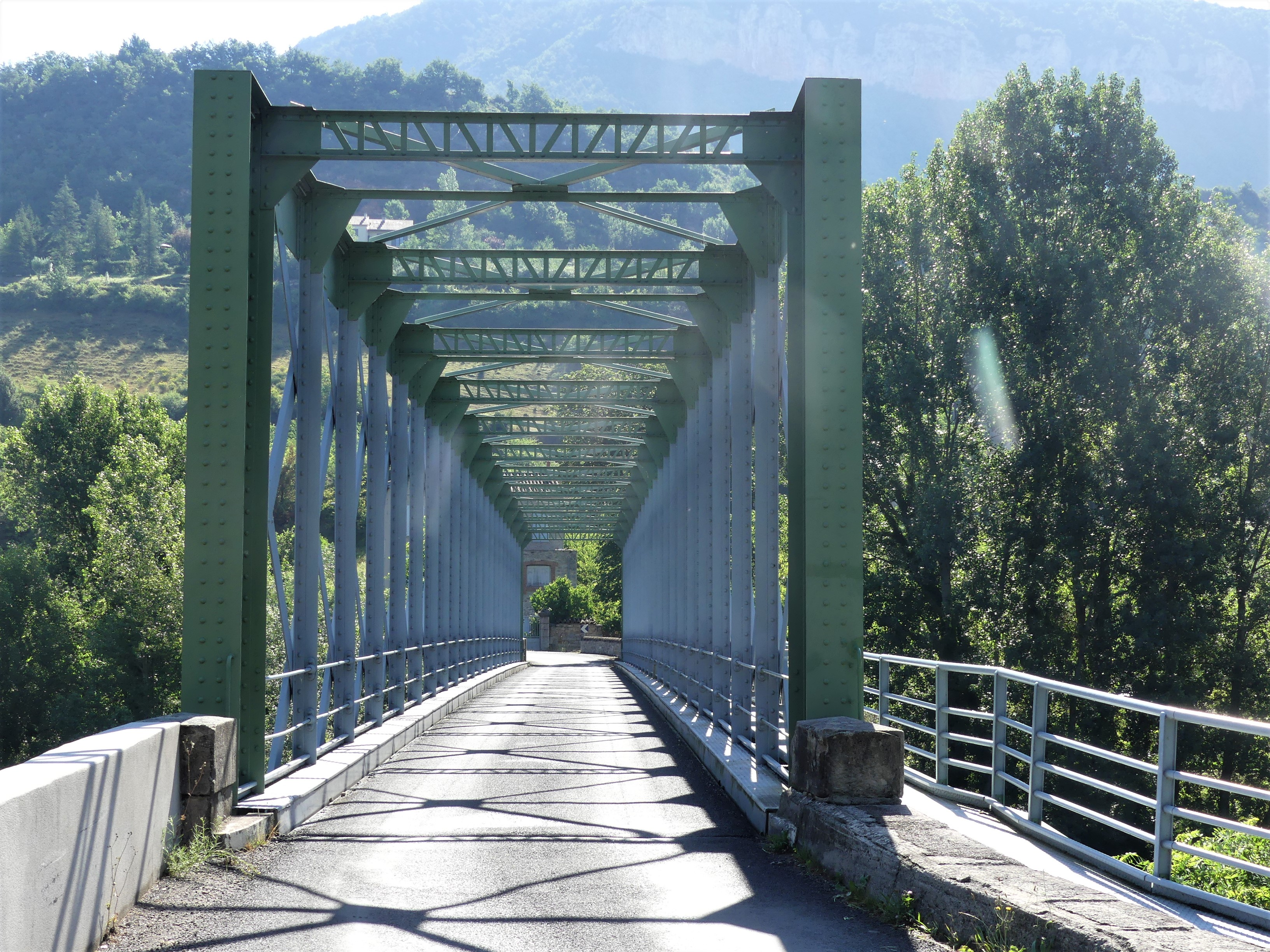
Le pont de la RD 506 sur le Tarn (Aguessac est au premier plan).